# Adrien-Marie Legendre
Adrien-Marie Legendre (n. 18 septembrie 1752, Paris, Regatul Franței – d. 9 ianuarie 1833, Paris, Franța) a fost un matematician francez, cunoscut pentru contribuțiile sale în domeniile: statistică, teoria numerelor, algebră abstractă și analiză matematică.

## Biografie
Adrien-Marie Legendre s-a născut la Paris (sau, eventual, în Toulouse, în funcție de surse) la 18 septembrie 1752 într-o familie bogată. El a primit o educație excelentă la Collège Mazarin din Paris, susținându-și teza în fizică și matematică în 1770. Din 1775-1780 a predat la Școala Militară din Paris, iar din 1795 de la École normale supérieure, și a fost asociat la Bureau des longitudes. In 1782, el a câștigat premiul oferit de Academia din Berlin pentru tratatul său referitor la traiectoria proiectilelor în medii rezistente, care l-a adus în atenția lui Lagrange.
În 1783 a devenit un adjunct al Académie des Sciences, și un associé în 1785. În 1789 a fost ales membru al Royal Society. [ 2 ] În timpul Revoluției Franceze, în 1793, și-a pierdut averea privată, dar a fost capabil să pună afacerile în ordine, cu ajutorul soției sale, Marguerite - Claudine Couhin, care s-a căsătorit în același an. In 1795 a devenit unul dintre cei șase membri ai secțiunii de matematică a reconstituitei Academii de știinte, numit Institut National des Sciences et des Arts, și mai târziu, în 1803, a secțiunii Geometrie, reorganizată sub Napoleon. În 1824, ca urmare a refuzului de a vota pentru candidatul guvernului de la Institut National, Legendre a fost lipsit de Ministre de L' INTERIEUR a guvernului ultraroyalist, contele de Corbiere, din pensia lui de la Școala Militară, unde a servit între 1799-1815 ca examinator la matematică pentru absolvirea studenților de la artilerie. Acest lucru a fost parțial restabilit cu schimbarea de guvern în 1828, și în 1831 a fost numit un ofițer al Legiunii de Onoare.
A murit la Paris la 09 ianuarie 1833, după o boală lungă și dureroasă. Văduvă Legendre a făcut un cult din memoria sa, păstrarea cu grijă bunurile sale. La moartea ei, în 1856, a plecat de casă de țară trecută în satul Auteuil în cazul în care cuplul a trăit și sunt îngropate.
Numele lui este unul dintre cele 72 de nume înscrise pe Turnul Eiffel.
Urmează Colegiul Mazarin, unde studiază fizica. În perioada 1775-1780 frecventează Academia Militară din Paris, dar înclinația către matematică îl poartă spre studiul acesteia.
În 1782 este ales membru al Academiei Franceze de Științe.

## Activitatea științifică
Cele mai multe din munca sa a fost adus la perfecțiune de către alții: munca sa la rădăcinile de polinoame inspirat teoria lui Galois, munca lui Abel pe funcții eliptice a fost construit pe a lui Legendre, o parte din munca lui Gauss " în statistici și teoria numerelor completat că de Legendre. El a dezvoltat metoda celor mai mici pătrate, care are aplicabilitate largă în regresia liniară, procesarea semnalelor, statistică, și curba de montaj, acest lucru a fost publicat în 1806 ca un apendice la cartea sa cu privire la căile de comete. Astăzi, „metoda celor mai mici pătrate”, termenul este folosit ca o traducere directă din limba franceză „méthode des moindres Carrés”.
În 1830 el a dat o dovadă de ultima teorema a lui Fermat pentru exponent n = 5, care a fost, de asemenea, dovedit de Lejeune Dirichlet în 1828.
În teoria numerelor, el a presupus legea reciprocității pătratice, ulterior s-au dovedit de Gauss, în legătură cu aceasta, simbolul Legendre este numit după el. De asemenea, el a făcut munca de pionierat pe distribuirea de numere prime, precum și cu privire la aplicarea de analiză la teoria numerelor. Lui 1798 presupunere de numărul teorema Primul a fost riguros dovedit de Hadamard și de la Vallée - Poussin în 1896.
Legendre a făcut o cantitate impresionanta de lucru asupra funcțiilor eliptice, inclusiv clasificarea integrale eliptice, dar ea a avut un accident vascular cerebral lui Abel de geniu pentru a studia inversele de funcții Jacobi și rezolva problema complet.
El este cunoscut pentru transformarea Legendre, care este folosit pentru a merge de la Lagrangianul la formularea Hamiltonianul de mecanicii clasice. În termodinamică este, de asemenea, folosit pentru a obține entalpia și Helmholtz și Gibbs, energiile (gratuite) de energie internă. El este, de asemenea namegiver a polinoamelor Legendre, soluții la ecuații diferențiale Legendre, care apar frecvent în aplicații de fizică și inginerie, de exemplu, electrostatică.
Legendre este cel mai bine cunoscut ca autor al elementelor de géométrie, care a fost publicat în 1794 și a fost lider textul elementare cu privire la tema de aproximativ 100 de ani. Acest text foarte mult rearanjate și a simplificat multe dintre propunerile de la Elementele lui Euclid pentru a crea o carte mult mai eficient.

## Opera
Timp de două secole, până la descoperirea recentă a erorii în 2005, cărți, picturi și articole au demonstrat în mod incorect o vedere laterală portret al obscur politician francez Louis Legendre (1752-1797), ca și cea a matematicianului Legendre. Eroarea a apărut din faptul că schița a fost etichetată pur și simplu "Legendre". Portretul cunoscut doar de Legendre, recent descoperit, este găsit în 1820 cartea Album de 73 de portrete-taxa acuarelă des ocupat funcții de I'Institut, o carte de caricaturi de șaptezeci și trei de membri ai Institut de France din Paris de către artistul francez Julien-Leopold Boilly după cum se arată mai jos: [3]
Onoruri
Crater Legendre Luna este numit după el.
Main-centura de asteroizi 26950 Legendre este numit după el.

### Aritmetică
- În 1825, după ce a studiat lucrările lui Dirichlet, demonstrează marea teoremă a lui Fermat pentru cazul n=5.
- În teoria numerelor, studiază legea reciprocității pătratice, conjecturată de Euler și demonstrată ulterior de Gauss.
- Lucrări de pionierat în domeniul distribuției numerelor prime, cum ar fi aplicația analizei matematice în teoria numerelor.
- 1798: elaborează celebra sa conjectură în legătură cu teorema numerelor prime, demonstrată ulterior de către Hadamard și de la Valée Poussin în 1896.

### Analiză
Eseu [edit]
1782 Cercetări privind traiectoria proiectilelor în medii rezistente (premiu oferit de Academia din Berlin)

### Scrieri
Cărți [edit]
Elemente de geometrie manual 1794 
Eseu despre teoria numerelor 1797-8 ("An VI"), 2 ed. în două vol. 1808 3rd ed. în 2 volume. 1830 
Noi metode pentru determinarea orbitelor cometelor, 1805 
Exerciții de calcul Integral, carte în trei volume în 1811, 1817 și 1819 
Funcții tratat eliptice, carte în trei volume în 1825, 1826 și 1830

Amintiri din istorie al Academiei Regale de Științe [edit]
1783 Pe atragerea de sferoide omogene (spune să conțină poligoane Legendre) 
1784 Cercetări privind cifra de planete p. 370 
1785 de cercetare de analiză nedeterminată p.. 465 (teoria numerelor) 
1786 Scurtă privire la modul de a distinge Maxima Minimele în calculul variațiilor p. 7 (ca Legendre) 
1786 Memorandum de integrare prin arce eliptice p. 616 (ca sexul) 
1786 Al doilea Memorandum privind integrarea de arce eliptice p. 644 
1787 Integrarea unor diferențe ecuații parțială (Legendre transforma)
În memorie prezentate de diferiți oameni de știință de la Academia de Științe a Institutului de Franța [ edit ]
1806 Noua formula pentru a reduce distanțele de la distanță aparent real al Lunii fata de Soare sau de o stea ( 30-54 )
1807 Analiza de triunghiuri marcate pe suprafața de un sferoid ( 130-161 )
Volume 10 Cercetare Definește diferite tipuri de integrale ( 416-509 )
1819 Metoda celor mai mici pătrate pentru a găsi mediul cel mai probabil între rezultatele diferitelor observații ( 149-154 ), Memoir pe atragerea de ellipsoids omogene ( 155-183 )
1823 Cercetări privind unele obiecte Analiza nedeterminată și în special pe teorema lui Fermat ( 1-60 )
1828 de memorie pe determinarea funcțiilor Y și Z, care satisfac ecuația 4 (X ^ n - 1 ) = ( X - 1 ) ( Y ^ 2 + ^ 2 -NZ ), unde n este un număr 4i prim +1 ( 81-100 )
Reflecții pe 1833 moduri diferite de a demonstra teoria sau teorema paralèles de suma celor trei unghiuri ale triunghiului, cu o placă ( 367-412 )

## Posteritate
A fost cavaler al Legiunii de Onoare, membru al Academiei de Științe.
Un crater de pe Lună îi poartă numele.
Numele său este înscris pe Turnul Eiffel.
A se vedea, de asemenea, [edit]
Lista de lucruri numite eficiente Adrien-Marie Legendre 
Polinoame Legendre asociate 
Algoritmul Gauss-Legendre 
Constanta lui Legendre 
Formula dublarea Legendre 
Ecuație Legendre în teoria numerelor 
Funcții Legendre 
Integrale eliptice a lui Legendre de relație funcțională 
Ecuație diferențială lui Legendre 
Conjectura lui Legendre 
Legendre sită 
subvarietate Legendrian 
simbolul Legendre 
Teorema lui Legendre pe triunghiuri sferice 
Teorema Saccheri-Legendre